# كرايون بوب
كرايون بوب (هانغل: 크레용팝) هي فرقة فتيات كورية جنوبية تحت إدارة تشروم إنترتينمنت، تتكون من Geummi, Ellin, Choa, Way وSoyul. كرايون بوب كان ظهورهم الرسمي في 19 يوليو 2012 مع أدائهم أغنية  "Saturday Night" على قناة إم نيت في برنامج M! Countdown. كرايون بوب أول ألبوم مصغر ،لم يكن ذات طابع تجاري.

## أعضاء
- غومي-Geummi

الاسم الحقيقي:بيك بو رام
تاريخ الميلاد:18 يونيو 1988 (27 سنه)
الموقع بالفرقة:راقصه ومغنيه
- ايلين-Ellin

الاسم الحقيقي:كيم مين يونغ
تاريخ الميلاد:2 أبريل 1990 (25 سنه)
الموقع بالفرقة:الراقصه الرئيسيه
- واي-Way

الاسم الحقيقي:هيو مين سون
تاريخ الميلاد:12 يوليو 1990 (25 سنه)
الموقع بالفرقة:الرابر
- تشواه-ChoA

الاسم الحقيقي:هيو مين جين
تاريخ الميلاد:12 يوليو 1990 (25 سنه)
الموقع بالفرقة:الصوت الرئيسي
- سويول-Soyul

الاسم الحقيقي:بارك هيك يونغ
تاريخ الميلا:15 مايو 1991 (24 سنه)
الموقع بالفرقة:الصوت الثانوي

## روابط خارجية
- كرايون بوب على موقع ميوزك برينز (الإنجليزية)
- كرايون بوب على موقع ديسكوغز (الإنجليزية)

- الموقع الرسمي
 (كورية)